# Чан Хє Ок
Чан Хє Ок (кор. 장 혜옥; нар. 9 лютого 1977) — південнокорейська бадмінтоністка, чемпіонка світу, олімпійська медалістка.

## Спортивні досягнення
Срібна призерка літніх Олімпійських ігор 1996 в Атланті в жіночому парному розряді (з Кіль Йон А). 
Чемпіонка світу 1995 року в парному жіночому розряді (з Кіль Йон А).